# كسوف الشمس 13 أغسطس 2083
سيحدث كسوف جزئي للشمس في 13 أغسطس 2083. يحدث كسوف الشمس عندما يمر القمر بين الأرض والشمس ، وبالتالي يحجب صورة الشمس كليًا أو جزئيًا عن مشاهد على الأرض. يحدث الكسوف الحلقي للشمس عندما يكون القطر الظاهري للقمر أصغر من قطر الشمس ، مما يحجب معظم ضوء الشمس ويتسبب في ظهور الشمس على شكل حلقة. يظهر الخسوف الحلقي على شكل كسوف جزئي فوق منطقة من الأرض يبلغ عرضها آلاف الكيلومترات.

## الكسوفات ذات الصلة

### كسوف الشمس 2080 – 2083
هذا الكسوف هو جزء من سلسلة كسوف الشمس 2080-2083. يتكرر الكسوف في كل 177 يومًا تقريبًا و 4 ساعات في العقد المتناوبة من مدار القمر.
| 121 | مارس 21, 2080 جزئي   | 126 | سبتمبر 13, 2080 جزئي |
| 131 | مارس 10, 2081 حلقي   | 136 | سبتمبر 3, 2081 كلي   |
| 141 | فبراير 27, 2082 حلقي | 146 | أغسطس 24, 2082 كلي   |
| 151 | فبراير 16, 2083 جزئي | 156 | أغسطس 13, 2083 جزئي  |

### سلسلة ميتونيك
تتكرر السلسلة ميتونيك كل 19 عامًا (6939.69 يومًا) ، وتستمر حوالي 5 دورات. يحدث الكسوف في نفس تاريخ التقويم تقريبًا. بالإضافة إلى ذلك ، تتكرر سلسلة أكتون الفرعية 1/5 من ذلك أو كل 3.8 سنوات (1387.94 يومًا). تحدث جميع الكسوفات في هذا الجدول عند العقدة الصاعدة للقمر.  
| 21 من أحداث الكسوف بين 1 يونيو 2011 و 1 يونيو 2087 | 21 من أحداث الكسوف بين 1 يونيو 2011 و 1 يونيو 2087 | 21 من أحداث الكسوف بين 1 يونيو 2011 و 1 يونيو 2087 | 21 من أحداث الكسوف بين 1 يونيو 2011 و 1 يونيو 2087 | 21 من أحداث الكسوف بين 1 يونيو 2011 و 1 يونيو 2087 |
| May 31 – يونيو 1                                   | مارس 19–20                                         | يناير 5–6                                          | أكتوبر 24–25                                       | أغسطس 12–13                                        |
| 118                                                | 120                                                | 122                                                | 124                                                | 126                                                |
| -------------------------------------------------- | -------------------------------------------------- | -------------------------------------------------- | -------------------------------------------------- | -------------------------------------------------- |
| يونيو 1, 2011                                      | مارس 20, 2015                                      | يناير 6, 2019                                      | أكتوبر 25, 2022                                    | أغسطس 12, 2026                                     |
| 128                                                | 130                                                | 132                                                | 134                                                | 136                                                |
| يونيو 1, 2030                                      | مارس 20, 2034                                      | يناير 5, 2038                                      | أكتوبر 25, 2041                                    | أغسطس 12, 2045                                     |
| 138                                                | 140                                                | 142                                                | 144                                                | 146                                                |
| كسوف الشمس 31 مايو 2049                            | مارس 20, 2053                                      | يناير 5, 2057                                      | أكتوبر 24, 2060                                    | أغسطس 12, 2064                                     |
| 148                                                | 150                                                | 152                                                | 154                                                | 156                                                |
| كسوف الشمس 31 مايو 2068                            | مارس 19, 2072                                      | يناير 6, 2076                                      | أكتوبر 24, 2079                                    | أغسطس 13, 2083                                     |
| 158                                                | 160                                                | 162                                                | 164                                                | 166                                                |
| يونيو 1, 2087                                      |                                                    |                                                    | أكتوبر 24, 2098                                    |                                                    |

### سلسلة اينكس
هذا الكسوف هو جزء من دورة اينكس طويلة الأمد ، يتكرر عند العقد المتناوبة ، كل 358 شهرًا سينوديًا (≈ 10571.95 يومًا ، أو 29 عامًا ناقص 20 يومًا).
مظهرها وخط طولها غير منتظمين بسبب عدم التزامن مع الشهر غير الطبيعي (فترة الحضيض). ومع ذلك ، فإن مجموعات 3 دورات اينكس (87 سنة ناقص شهرين) تقترب (≈ 1،151.02 شهرًا غير طبيعي) ، لذا فإن الكسوف متشابه في هذه المجموعات.
| أعضاء سلسلة اينكس بين عامي 1901 و 2100: | أعضاء سلسلة اينكس بين عامي 1901 و 2100: | أعضاء سلسلة اينكس بين عامي 1901 و 2100: |
| --------------------------------------- | --------------------------------------- | --------------------------------------- |
| 22 نوفمبر 1919 (ساروس 141)              | 1 نوفمبر 1948 (ساروس 142)               | 12 أكتوبر 1977 (ساروس 143)              |
| 22 سبتمبر 2006 (ساروس 144)              | 2 سبتمبر 2035 (ساروس 145)               | 12 أغسطس 2064 (ساروس 146)               |
| 23 يوليو 2093 (ساروس 147)               |                                         |                                         |

### سلسلة تريتوس
هذا الكسوف هو جزء من دورة تريتوس ، يتكرر عند العقد المتناوبة كل 135 شهرًا متزامنًا (≈ 3986.63 يومًا ، أو 11 عامًا ناقص شهر واحد). مظهرها وخط طولها غير منتظمين بسبب نقص التزامن مع الشهر غير الطبيعي (فترة الحضيض) ، لكن التجمعات المكونة من 3 دورات تريتوس (33 عامًا ناقص 3 أشهر) تقترب (≈ 434.044 شهرًا غير طبيعي) ، لذا فإن الكسوف متشابه في هذه التجمعات.[بحاجة لمصدر]
| أعضاء سلسلة تريتوس بين عامي 1901 و 2100 | أعضاء سلسلة تريتوس بين عامي 1901 و 2100 | أعضاء سلسلة تريتوس بين عامي 1901 و 2100 | أعضاء سلسلة تريتوس بين عامي 1901 و 2100 |
| --------------------------------------- | --------------------------------------- | --------------------------------------- | --------------------------------------- |
| 9 سبتمبر 1904 (ساروس 133)               | 10 أغسطس 1915 (ساروس 134)               | 9 يوليو 1926 (ساروس 135)                |                                         |
| 8 يونيو 1937 (ساروس 136)                | 9 مايو 1948 (ساروس 137)                 | 8 أبريل 1959 (ساروس 138)                |                                         |
| 7 مارس 1970 (ساروس 139)                 | 4 فبراير 1981 (ساروس 140)               | 4 يناير 1992 (ساروس 141)                |                                         |
| 4 ديسمبر 2002 (ساروس 142)               | 3 نوفمبر 2013 (ساروس 143)               | 2 أكتوبر 2024 (ساروس 144)               |                                         |
| 2 سبتمبر 2035 (ساروس 145)               | 2 أغسطس 2046 (ساروس 146)                | 1 يوليو 2057 (ساروس 147)                |                                         |
| 31 مايو 2068 (ساروس 148)                | 1 مايو 2079 (ساروس 149)                 | 31 مارس 2090 (ساروس 150)                |                                         |

## روابط خارجية
- رسومات ناسا
- خريطة تفاعلية للكسوف من وكالة ناسا
- www.solar-eclipse.de - متوسط التغطية السحابية والمدن على طول مسار الكسوف
- رسومات ناسا